# Томас Тю
Томас Тю (на английски: Thomas Tew) е пират, живял през 17 век.
Вероятно е роден в Англия преди да емигрира в колониите с родителите си, когато е дете.
Живее в Нюпорт, Род Айлънд, премества се на Бермуда през 1692 г. и накрая се установява на остров Мадагаскар в Индийския океан, популярно средище на пиратите по онова време.
Загива около 1695 г. в бой на борда на Фатех Мухамед, кораба на Великия Могул.